# Branges
Branges ist eine französische Gemeinde im Département Saône-et-Loire in der Region Bourgogne-Franche-Comté. Sie gehört zum Arrondissement Louhans, zum Kanton Louhans und zum Gemeindeverband Communauté de communes Cœur de Bresse. Der Ort hat 2372 Einwohner (Stand 1. Januar 2022), sie werden Brangeois, resp. Brangeoises genannt.

## Geografie

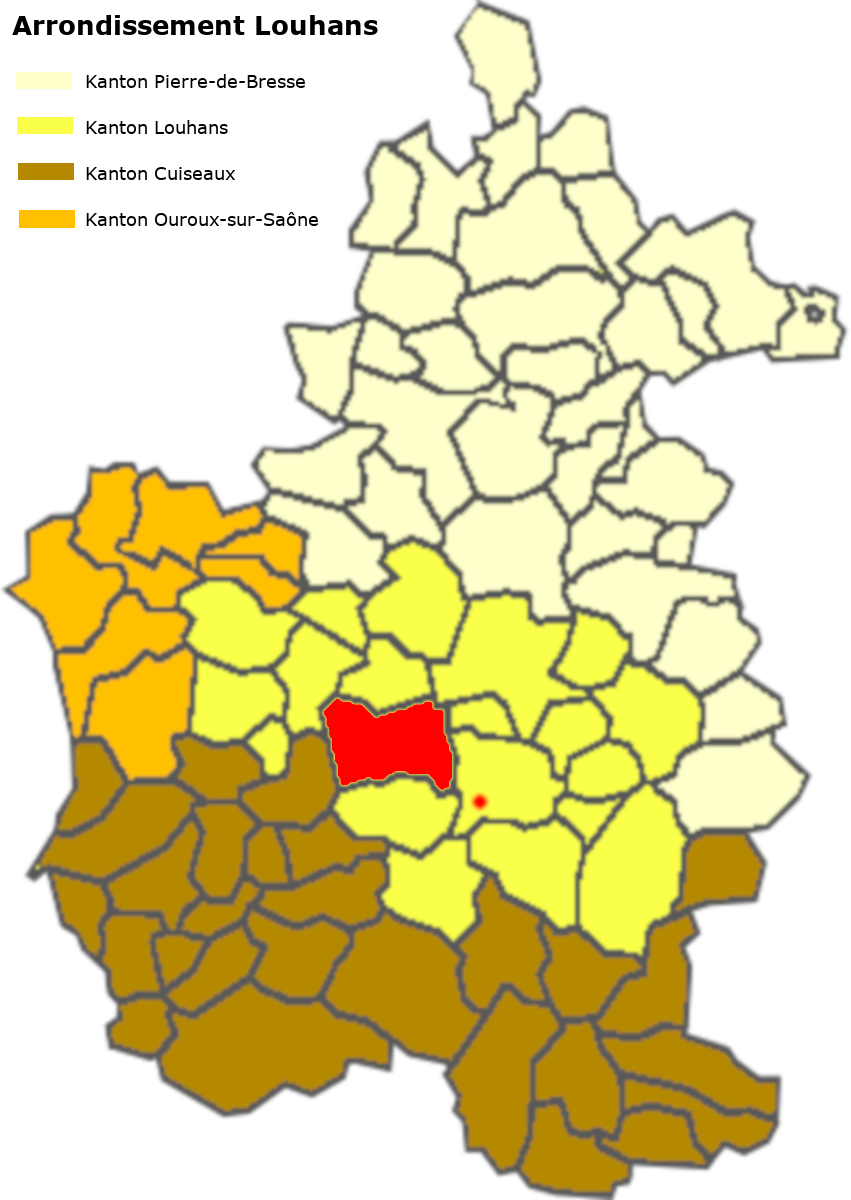
Lage der Gemeinde im Arrondissement Louhans

Der Ort liegt in der Landschaft Bresse, östlich des Kantonshauptortes Louhans. Das Siedlungsgebiet ist mit dem der Stadt Louhans zusammengewachsen und liegt vorwiegend entlang der Departementsstraße D 978 (Louhans–Saint-Germain-du-Plain), die in West-Ost-Richtung die Gemeinde durchzieht. Die Seille bildet die Südgrenze. Von Norden her fließen der Ruisseau de Barbette und der Ruisseau du Champ in die Seille. Die Gemeinde weist sechs Étangs auf, die durch die Ruisseaux entwässert werden. Die Gemeinde weist praktisch keine Waldflächen auf, lediglich größere Pappelplantagen finden sich in den Überschwemmungsgebieten entlang der Seille südlich der Siedlung. Zur Gemeinde gehören die folgenden Weiler und Fluren: Barbète, Bas-de-Branges, Beaumont, Beauregard, Beauvoir, la Bergère, les Bioux, les Blanchard, le Bois-de-Chize, Bois-de-Lichot, le Boucheret, les Boulards, les Boulays, le Bourg, le Bourgneuf, la Bruyère, les Buissons, la Butarde, les Cadoles-de-l'Étang-Guilme, les Cadoles-des-Bois, le Canton, la Chaintre, le Chalet Berngniaud, le Champ, le Champ-Devant, le Champ-de-Foire, le Châtelet, ls Chenerie, Copin, les Cours-Bety, les Cours-Guilme, les Cours-Jonchot, la Creusette, les Crouillets, les Crouzes, Cumbliacus, la Cure, le Curtil-Lancelot, la Forestille, les Gautrelles, les Gigneux, Goberge, le Grand-Charmont, le Grand-Chemin, le Guidon, les Guillots, Haut-de-Branges, les Liets, Maison-Grande, les Marais, les Marosses, Mogny, le Mont, les Moulins, le Paradis, la Perche, le Petit-Charmont, les Pies, la Platière, les Plattes, le Pont-Buguet, le Port, le Pré-du-Vernay, les Quatre-Chênes, la Quemine, la Roche, Rue-des-Guillots, Rue-du-Ladre, les Sables, les Sennecières, les Suts, les Taureaux, Terreplaine, les Touppes, le Triage, la Tuilerie, la Varenne, Vaultantenay, les Venets, la Verne, les Vernes-Mollard, les Vernets, les Vignes, la Ville.

### Klima
Das Klima in Branges ist warm und gemäßigt. Es gibt das ganze Jahr über deutliche Niederschläge, selbst der trockenste Monat weist noch hohe Niederschlagsmengen auf. Die Klassifikation des Klimas nach Köppen und Geiger ist Cfb ((Gemäßigtes) Ozeanklima). Die Temperatur liegt im Jahresdurchschnitt bei 12,3 °C. Der wärmste Monat ist der Juli mit einer Durchschnittstemperatur von 21,5 °C, der kälteste der Januar mit 3,6 °C. Über ein Jahr verteilt summieren sich die Niederschläge auf 1081 mm, dabei ist der November mit 117 mm der niederschlagsreichste, während Juli als trockenster Monat 72 mm aufweist. Über das ganze Jahr werden etwa 2764 Sonnenstunden gezählt.
|                        | Jan | Feb | Mär  | Apr  | Mai  | Jun  | Jul  | Aug  | Sep  | Okt  | Nov  | Dez |   |      |
| Mittl. Temperatur (°C) | 3,6 | 4,2 | 7,8  | 11,5 | 15,3 | 19,6 | 21,5 | 21,1 | 17,3 | 13,2 | 7,7  | 4,4 | ⌀ | 12,3 |
| Mittl. Tagesmax. (°C)  | 6,5 | 8,0 | 12,3 | 16,0 | 19,7 | 24,2 | 26,2 | 25,9 | 21,8 | 17,2 | 10,8 | 7,2 | ⌀ | 16,4 |
| Mittl. Tagesmin. (°C)  | 0,9 | 0,9 | 3,5  | 6,6  | 10,5 | 14,5 | 16,5 | 16,2 | 13,0 | 9,5  | 4,7  | 1,8 | ⌀ | 8,3  |
|                        |     |     |      |      |      |      |      |      |      |      |      |     |   |      |
| Niederschlag (mm)      | 98  | 83  | 80   | 90   | 93   | 77   | 72   | 73   | 87   | 104  | 117  | 107 | Σ | 1081 |

| 0,9 |

| 0,9 |

| 3,5 |

| 6,6 |

| 10,5 |

| 14,5 |

| 16,5 |

| 16,2 |

| 13,0 |

| 9,5 |

| 4,7 |

| 1,8 |

| 0,9 |

| 0,9 |

| 3,5 |

| 6,6 |

| 10,5 |

| 14,5 |

| 16,5 |

| 16,2 |

| 13,0 |

| 9,5 |

| 4,7 |

| 1,8 |

## Toponymie
Das älteste Dokument, das Branges erwähnt, ist die Schenkung von Gerberga, Witwe von Louis d’Outre-Mer und Mutter von Lothar, dem französischen König, die 955 die Kirche dem Kloster von Cluny vermachte: in villa Brengis, in comitatu Cabillonensi, ecclesiam Sancti Mauritii, wo schon die Sankt-Mauritius-Kirche erwähnt wird. Allenfalls geht der Name auf das keltische Wort bram zurück, was in der Nähe liegend bedeutet, im Sinne von in der Nähe der Seille gelegen. Die Gründung des Ortes selber scheint jedenfalls sehr weit zurückzuliegen, zumindest deuten die Funde römischer Ziegel darauf hin.

## Geschichte
Zur Kirche von Sankt Mauritius gehörte seit 1265 eine Familiarité mit 10 Klerikern, die für die täglichen Messen in den Kapellen zuständig waren, die Kirche wies sieben Kapellen auf. Branges besaß eine alte Vormachtstellung: es war Sitz eines Erzpriesters, der die Aufsicht und die Jurisdiktion über 10 benachbarte Pfarreien hatte. Der Erzpriester überwachte die ihm unterstellten Priester, berichtete dem Bischof über deren Verhalten, hielt den Kirchendienst bei Demission und Tod aufrecht, überwachte die Führung von Geburtenregister und erfüllte gewisse Repräsentationspflichten, nicht zuletzt übernahm er das geweihte Öl zuhanden seiner Priester. Er hatte weiter das Recht, die Opfergaben während der Absenz eines Priesters entgegenzunehmen, nebst einem Drittel dessen Jahresverdienstes und das Recht, das Bett eines verstorbenen Pfarrers zu übernehmen, zusammen mit einem Paar Leintüchern, einer Decke, einem Kissen und dem Birett. Diese kirchliche Einrichtung scheint zurückzugehen auf die erste Zeit der Christianisierung der Bresse im 7. Jahrhundert und hatte bis zum Ende des Ancien Régime Bestand.
Obwohl die Kirche dem Kloster von Cluny geschenkt worden war, besaß das Kloster Saint Pierre von Chalon die Kollatur. Der jeweilige Pfarrer erhielt zwar nur einen Achtel des Zehnten, die übrigen 7/8 gingen an die Familiarité. Dennoch war die Pfarrei von Branges eine der reichsten, zu ihr gehörten reichlich Gebäude und Grundstücke. Zudem durfte der Pfarrer sein Vieh jederzeit weiden lassen, auch vor der Getreideernte, und er hatte das Fischrecht in der Seille und unentgeltliches Jagdrecht in den Wäldern.
Die Kirche befand sich am selben Platz wie heute, auf einer Erhebung allein stehend. Diese Isolation deutet darauf hin, dass die Kirche eine alte Geschichte hat und auf die erste Zeit der Christianisierung zurückgeht. Der frühere Kirchenbau aus dem 12. und 13. Jahrhundert scheint bemerkenswert wegen des Baus seiner Gewölbe, der Türen und Fenster, seines Taufbeckens, der Grabinschriften und seiner Kapellen gewesen zu sein. Einige Grabsteine, die im Kirchenboden eingelassen sind, tragen Inschriften aus dem 13. Jahrhundert. Es wird von einem Gestänge berichtet, an dessen Ende ein mit Schellen bestücktes Rad beim Drehen während gewisser Stellen im Gottesdienst ein Geläut erklingen ließ.
Die alte Kirche wurde 1860 zerstört und in neugotischem Stil wieder errichtet – lediglich der Glockenturm blieb von der alten Kirche erhalten. bis 1736 bestand eine Leproserie, die dem Heiligen Thomas von Aquin gewidmet war. Das Vermögen ging an das Spital von Tournus, mit der Auflage, dass ein Bett für einen Kranken bereitgestellt werde. Bereits 1725 hatte der Pfarrer von Branges für 1000 Écus ein Bett im Spital von Louhans gekauft, zusätzlich zu einem Platz für einen Waisen im Waisenhaus.
Zu Beginn waren die Herren von Branges Freie, die nur Gott und ihrem Schwert verantwortlich waren, 1202 gehörte Branges Ponce de Cuiseaux, 1414 die Familie von Saint-Trivier, 1533 Jean de Lugny, 1616 René d'Amoncourt de Montigny und 1654 Antoine Barillon de Morangy.
1655 wurde das Gebiet von Branges, Montret, Juif und Savigny-sur-Seille zu einem Marquisat. Diese Herrschaft bestand aus zwei Teilen: die Selbstverwaltung von Branges – umfassend den Hauptort mit vier umliegenden Weilern – und der Terreplaine, dem flachen Land. Während das freie Gebiet seit 1256 Privilegien und Freiheiten genoss, unterlagen die Bewohner der Terreplaine der Steuerpflicht und dem Zwang zum Frondienst. Der erste Marquis von Branges war Paul Barillon d’Amoncourt, Sondergesandter des französischen Königs Ludwig XIV. in London zwischen 1677 und 1688. Seit 1543 hatten die Bürger das Recht, in der Seille zu fischen, nur zu Fuß, dafür mit Netzen bis 3 Toises (etwa 6 Meter), zu jagen, zwar ohne Netze und nur Tiere, die nicht durch königlichen Erlass verboten waren. Huren oder Gauner, die ehrenwerte Bürger beleidigten, durften durch diese straflos gezüchtigt werden.
Das Schloss wurde 1478 unter Louis XI. zerstört und das Städtchen niedergebrannt. Dabei verlor es seine Stadtmauer und -tore. Das Städtchen selber lag unmittelbar beim Schloss, von Gräben umgeben, der Zutritt durch Wachtposten geschützt, die zudem eine Entschädigung für jedes Fass Wein zugute hatten.
Der Ort hatte das Recht auf zwei Märkte. Zwischen 1973 und 1979 war Branges in seine größere Nachbargemeinde Louhans eingegliedert. Im 19. Jahrhundert entstanden vermehrt industrielle Mühlen, 1856 bestanden sechs Getreidemühlen an der Seille, sowie eine Ölmühle. 1988 bestanden noch 141 Landwirtschaftsbetriebe.
Bedingt durch die Nähe der Seille wurde Branges immer wieder von Naturkatastrophen betroffen. Vom 6. bis 10. November 1982 richtete ein Sturm Schäden an, im Sommer 2003 war die Gemeinde von der Trockenheit betroffen, was zu Erdbewegungen führte. Allein von 1982 bis 2010 werden 13 Ereignisse mit Überschwemmungen und Murgang aufgeführt, die Branges betroffen haben.

### Die Herren von Branges
Schriftliche Zeugnisse von Branges gehen zurück auf das Jahr 955, als Gerberga, die Witwe von Louis d’Outre-Mer und Mutter von Lothar, König von Frankreich, die Kirche von Branges der Abtei Cluny schenkte. Später bestand eine Familie de Branges, Pierre de Branges war von 1158 bis 1173 Bischof von Chalon-sur-Saône. Die Herrschaft war später ein Allod der Herren von Cuiseaux, bis sie unter die Oberhoheit der Herzöge von Burgund fiel. Vasallen der Burgunderherzöge wurden die Benediktiner von Tournus, die es als Nachlehen Hugues de Cuiseaux überließen. Branges wurde im 13. Jahrhundert von Cuiseaux abgetrennt, wurde zur Baronie und die Oberhoheit der Burgunderherzöge – auch für das Freie Eigen – anerkannt. Ponce III. de Cuiseaux benannte sich nach seinem Lehen: Ponce de Branges. Er gewährte seinen Leuten einen Freibrief, der im August 1256 in Kraft trat.
Mitte des 14. Jahrhunderts ging die Herrschaft an die de Saint-Trivier-en-Dombes. Mitte des 15. Jahrhunderts ging sie über an Liébaud de Lugny, der in zweiter Ehe Philiberte de Saint-Trivier heiratete. Anne de Lugny heiratete 1540 Philibert de la Chambre, Baron von Ruffey und Montfort-en-Savoie, Herr von Arinthod, Beaurepaire, Savigny, Baron von Branges und Verdun. Durch eine weitere Heirat ging das Lehen an die d’Amoncourt. Durch die Heirat von Philiberte d’Amoncourt, der letzten Erbin dieses Namens, ging es an Antoine Barillon de Morangis.  Seine Urenkelin, Bonne de Barillon d’Amoncourt heiratete 1736 François Germain Le Camus, Marquis de Bligny, Maréchal de camp. Seine Enkelin, Marquise Anne Bonne Geneviève Antoinette Le Camus de Branges heiratete 1774 Louis-Joseph d’Ailly, Ritter des Saint-Louis-Ordens, Brigadier des armées du roi. Durch Erbschaft gelangte Branges zu ihrem letzten Herrn, Charles-Antoine Tardieu de Maleissye, Maréchal de camp, Marquis de Branges. Er fand 1793, während der Revolution den Tod unter der Guillotine.
Mit der Französischen Revolution 1789 wurden die Vorrechte des Adels abgeschafft, sie behielten lediglich noch ihre Titel.
Die Baronie Branges wurde 1655 zum Marquisat erhoben und umfasste Branges, Montret, Juif und Savigny-sur-Seille, und damit etwa 65 km2.

### Heraldik
Seit dem 19. Oktober 1952 benutzt Branges ein Wappen, das auf die Familie Camus zurückgeht, der letzten adligen Familie in der Gemeinde vor dem Sturz des Ancien Régime. Es wird auf dem offiziellen Papier der Gemeinde verwendet, aber auch als Logo für die Feuerwehr. Blasonierung: In Rot ein brustritzender Pelikan in Silber, im goldenen Nest mit roten Blutstropfen äsend, im Schildhaupt in Blau eine goldene stilisierte Lilie. Die Gesamtheit des Wappens stellt Kraft, Ruhm und Opferbereitschaft dar.
Das vollständige Wappen wird ergänzt durch eine fünffach gezinnte, goldene Mauerkrone im Oberwappen, mit rechts einem Eichenzweig und links einem Lorbeerzweig als Schildhalter.

## Bevölkerung
| Branges: Einwohnerzahlen von 1793 bis 2020 | Branges: Einwohnerzahlen von 1793 bis 2020 | Branges: Einwohnerzahlen von 1793 bis 2020 | Branges: Einwohnerzahlen von 1793 bis 2020 | Branges: Einwohnerzahlen von 1793 bis 2020 |
| --- | ------------------------------------------ | ------------------------------------------ | ------------------------------------------ | ------------------------------------------ |
| Jahr |                                            |                                            |                                            | Einwohner                                  |
| 1793 | 1793                                       |                                            | 1.338                                      | 1.338                                      |
| 1800 | 1800                                       |                                            | 1.509                                      | 1.509                                      |
| 1806 | 1806                                       |                                            | 1.516                                      | 1.516                                      |
| 1821 | 1821                                       |                                            | 1.601                                      | 1.601                                      |
| 1831 | 1831                                       |                                            | 1.680                                      | 1.680                                      |
| 1836 | 1836                                       |                                            | 1.703                                      | 1.703                                      |
| 1841 | 1841                                       |                                            | 1.780                                      | 1.780                                      |
| 1846 | 1846                                       |                                            | 1.802                                      | 1.802                                      |
| 1851 | 1851                                       |                                            | 1.880                                      | 1.880                                      |
| 1856 | 1856                                       |                                            | 1.809                                      | 1.809                                      |
| 1861 | 1861                                       |                                            | 1.804                                      | 1.804                                      |
| 1866 | 1866                                       |                                            | 1.845                                      | 1.845                                      |
| 1872 | 1872                                       |                                            | 1.885                                      | 1.885                                      |
| 1876 | 1876                                       |                                            | 1.935                                      | 1.935                                      |
| 1881 | 1881                                       |                                            | 2.061                                      | 2.061                                      |
| 1886 | 1886                                       |                                            | 1.996                                      | 1.996                                      |
| 1891 | 1891                                       |                                            | 2.057                                      | 2.057                                      |
| 1896 | 1896                                       |                                            | 2.081                                      | 2.081                                      |
| 1901 | 1901                                       |                                            | 2.009                                      | 2.009                                      |
| 1906 | 1906                                       |                                            | 2.092                                      | 2.092                                      |
| 1911 | 1911                                       |                                            | 2.100                                      | 2.100                                      |
| 1921 | 1921                                       |                                            | 2.012                                      | 2.012                                      |
| 1926 | 1926                                       |                                            | 2.128                                      | 2.128                                      |
| 1931 | 1931                                       |                                            | 2.212                                      | 2.212                                      |
| 1936 | 1936                                       |                                            | 2.234                                      | 2.234                                      |
| 1946 | 1946                                       |                                            | 2.200                                      | 2.200                                      |
| 1954 | 1954                                       |                                            | 2.055                                      | 2.055                                      |
| 1962 | 1962                                       |                                            | 2.212                                      | 2.212                                      |
| 1968 | 1968                                       |                                            | 2.300                                      | 2.300                                      |
| 1982 | 1982                                       |                                            | 2.312                                      | 2.312                                      |
| 1990 | 1990                                       |                                            | 2.155                                      | 2.155                                      |
| 1999 | 1999                                       |                                            | 2.087                                      | 2.087                                      |
| 2006 | 2006                                       |                                            | 2.219                                      | 2.219                                      |
| 2009 | 2009                                       |                                            | 2.368                                      | 2.368                                      |
| 2014 | 2014                                       |                                            | 2.388                                      | 2.388                                      |
| 2020 | 2020                                       |                                            | 2.350                                      | 2.350                                      |
| Quelle(n): EHESS/Cassini bis 2006, ab 2009 INSEE Anmerkung(en): • Ab 1962 offizielle Zahlen ohne Einwohner mit Zweitwohnsitz • Höchste Einwohnerzahl 2014 mit 2388, tiefste Einwohnerzahl 1793 mit 1338 (56,0 % vom Maximum) |                                            |                                            |                                            |                                            |

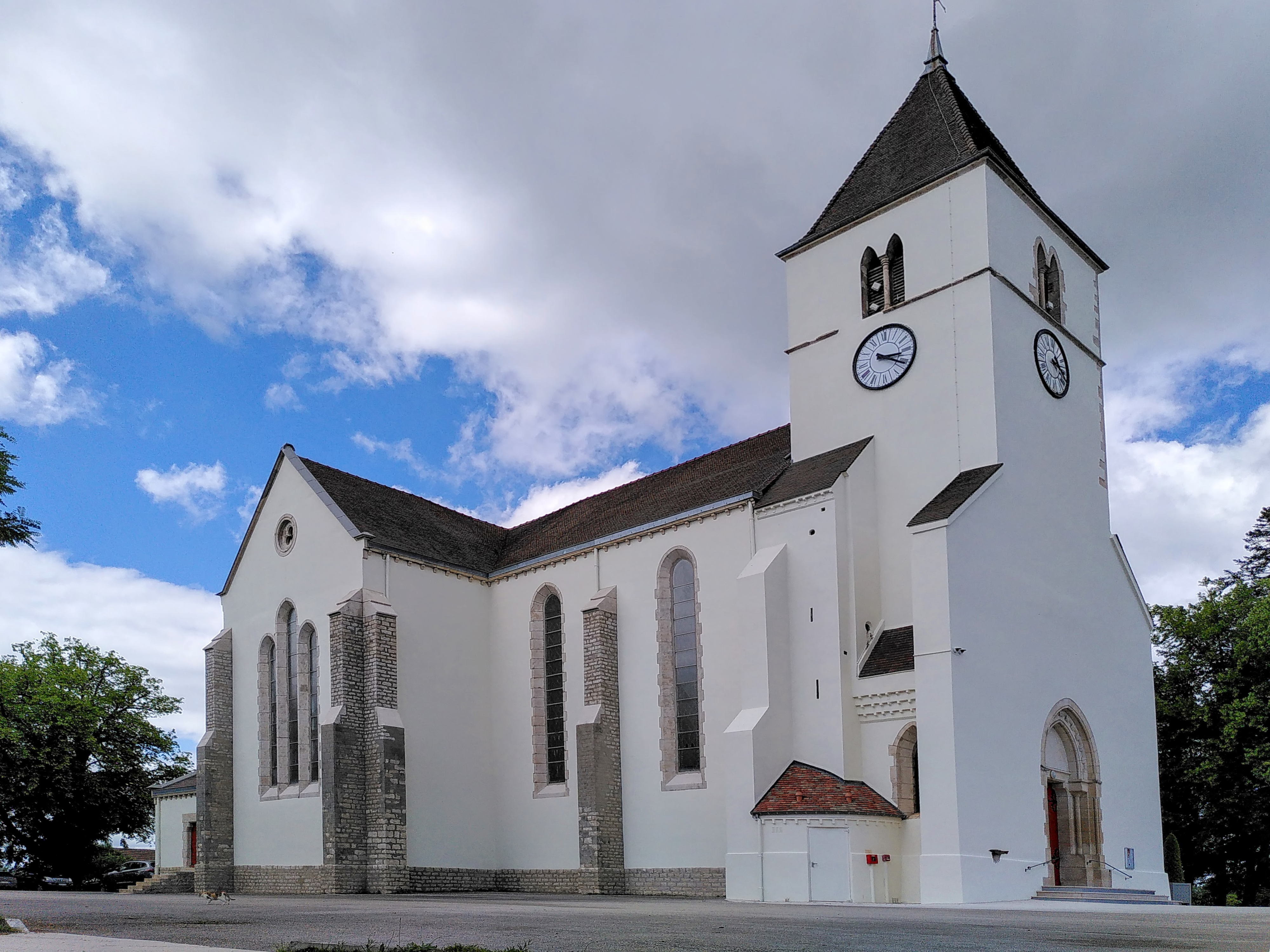
Kirche Saint-Maurice von Branges

1975 vereinigten sich die Gemeinden Branges, Châteaurenaud und Sornay mit Louhans, 1979 verselbständigten sich Branges und Sornay wieder, Châteaurenaud blieb jedoch bei Louhans.
| Bevölkerungsstruktur | Anzahl Einwohner | männlich | weiblich | davon Ausländer | Anteil % |
| -------------------- | ---------------- | -------- | -------- | --------------- | -------- |
|                      | 2367             | 1173     | 1194     | 58              | 2,5      |

| Männer | Alterstufe | Frauen |
| ------ | ---------- | ------ |
| 12     | 90 + älter | 12     |
| 135    | 75-89      | 161    |
| 291    | 60-74      | 287    |
| 248    | 45-59      | 246    |
| 161    | 30-44      | 175    |
| 173    | 15-29      | 133    |
| 154    | 0-14       | 181    |

Die Bevölkerungsstruktur zwischen Männern und Frauen ist ausgeglichen, wobei 41 % der Bevölkerung jünger als 45 Jahre sind. Der Anteil der über 60-Jährigen beträgt in der Gemeinde 38 %.
| Wohnstruktur               | Anzahl Wohneinheiten | davon Häuser | Wohnungen | sonstige |
| -------------------------- | -------------------- | ------------ | --------- | -------- |
|                            | 1320                 | 1257         | 60        | 3        |
| davon Hauptwohnsitz        | 1122                 |              |           |          |
| Zweit- oder Ferienwohnsitz | 91                   |              |           |          |
| vakant                     | 107                  |              |           |          |

## Wirtschaft und Infrastruktur

### Unternehmen, Betriebe, Ladengeschäfte und Einrichtungen
Am Ufer der Seille befindet sich ein Freizeithafen, der von Sport- und Hausbooten genutzt wird. In der Gemeinde befinden sich nebst Mairie und Kirche folgende Unternehmen nach Branchen:
| Branche                                                           | Anzahl Betriebe |
| ----------------------------------------------------------------- | --------------- |
| Industrie und verarbeitendes Gewerbe                              | 25              |
| Baugewerbe                                                        | 20              |
| Groß- und Einzelhandel, Verkehr, Beherbergung und Gastronomie     | 54              |
| Information und Kommunikation                                     | 7               |
| Finanz- und Versicherungsdienstleistungen                         | 5               |
| Grundstücks- und Wohnungswesen                                    | 14              |
| Freiberufliche, wissenschaftliche und technische Dienstleistungen | 28              |
| Öffentliche Verwaltung, Unterricht, Gesundheits- und Sozialwesen  | 15              |
| Sonstige Dienstleistungen                                         | 16              |
| Land- und Forstwirtschaftsbetriebe                                | 21              |

In der Gemeinde befinden sich eine große Zahl von Einkaufsmöglichkeiten, wie drei Bäckereien, eine Metzgerei, ein Lebensmittelladen, zwei Blumenläden, zwei Coiffeur- und zwei Schönheitssalons, ferner ein Baumarkt, elf Autogaragen, zwei Generalunternehmen der Baubranche, vier Bauhandwerksbetriebe, vier Schreineri-/Zimmereien, ein Elektriker, sechs Maler/Gipser, zwei Installateurbetriebe, ein Tierarzt, aber auch Sporteinrichtungen, wie je ein Tennis-, Fußball-, Pétanqueplatz, zwei Arztpraxen, zwei Physiotherapeuten, eine Apotheke, zwei Krankenschwestern, eine Ambulanz. Im Ort befinden sich ein Nachtlokal, ein Mehrzwecksaal, ein Taxiunternehmen, ein Hotel (8 Zimmer), zwei Restaurants, zwei Gîtes, ein Arbeitsamt und eine Post. Lediglich Supermärkte finden sich erst in  Louhans.

### Geschützte Produkte in der Gemeinde
Als AOC-Produkte sind in Branges Crème et beurre de Bresse, ferner Volaille de Bresse und Dinde de Bresse zugelassen.

### Bildungseinrichtungen
In der Gemeinde besteht eine École primaire (École maternelle und École élémentaire), die der Académie de Dijon untersteht und von 184 Kindern besucht wird. Für die Schule gilt der Ferienplan der Zone A.

## Auszeichnungen
Villes et Villages Fleuris hat der Gemeinde zwei Blumen verliehen.